# Gevins
Els gevins (en llatí: gevini, en grec antic: γηουινοί) eren un poble esmentat per Claudi Ptolemeu com un dels pobles de la Sarmàcia europea, que vivien al nord dels carps o carpians i al sud dels budins. Es creu que vivien a la Bucovina.